# 田南部力
田南部 力（たなべ ちから、1975年4月20日 - ）は、日本のアマチュアレスリング選手（フリースタイル）。北海道岩内郡岩内町出身。北海道岩見沢農業高等学校、日本体育大学体育学部卒業。警視庁警部補。賞歴にアテネオリンピックフリースタイル55キロ級銅メダル。警察功労章受章。娘もレスリング選手の田南部夢叶。

## 略歴
- 岩見沢農業高校時代には2年連続インターハイ王者。
- 日本体育大学に進み、1年生で全日本学生選手権3位。4年生で全日本選手権初制覇。
- 警視庁所属。
- 2000年シドニーオリンピックに出場。フリー54キロ級で10位。
- 2004年アテネオリンピックに2大会連続出場。男子フリースタイル55キロ級3位決定戦で、地元ギリシャのアミラン・カルダノフに判定勝ちし、銅メダルを獲得した[2]。
- 引退後は全日本チームのコーチを務めている。
- 長女の田南部夢叶（ゆめか）も小2からレスリングを始めジュニア大会で活躍し、2012年にJOCエリートアカデミーに5期生として入校した[3]。